# Секст Луцилий Бас
Секст Луцилий Бас (на латински: Sextus Lucilius Bassus; † 73 или 74, Масада, Юдея) е римски конник, прокуратор на римската провинция Юдея през 71 – 73/74 г. по време на Първото еврейско въстание и Първата юдейско-римска война.
Бас е екви 69 г., Годината на четиримата императори. След това e префект на ала (praefectus alae), комендант на конницата, стационирана в Равена и префект на флота (praefectus classis) в Мизенум при Равена. Император Веспасиан го издига в сенаторското съсловие. Постъпва на службата Legatus Augusti pro praetore в Юдея след Секст Ветулен Цериал. Той командва X Железен легион, потушава въстанието и през 73 г. слага край на Първата юдейско-римска война. Той е последван от Луций Флавий Силва Ноний Бас.